# جاك د. هنتر
جاك د. هنتر (بالإنجليزية: Jack D. Hunter)‏‏ (4 يونيو 1921 في هاملتن، أوهايو - 13 أبريل 2009 في سانت أوغستين، فلوريدا) مؤلف، وروائي، وكاتب من الولايات المتحدة.

## الجوائز
- ميدالية النجمة البرونزية

## روابط خارجية
- جاك د. هنتر على موقع IMDb (الإنجليزية)